# Kempenich (Adelsgeschlecht)

Stammwappen der Herren von Isenburg-Kempenich

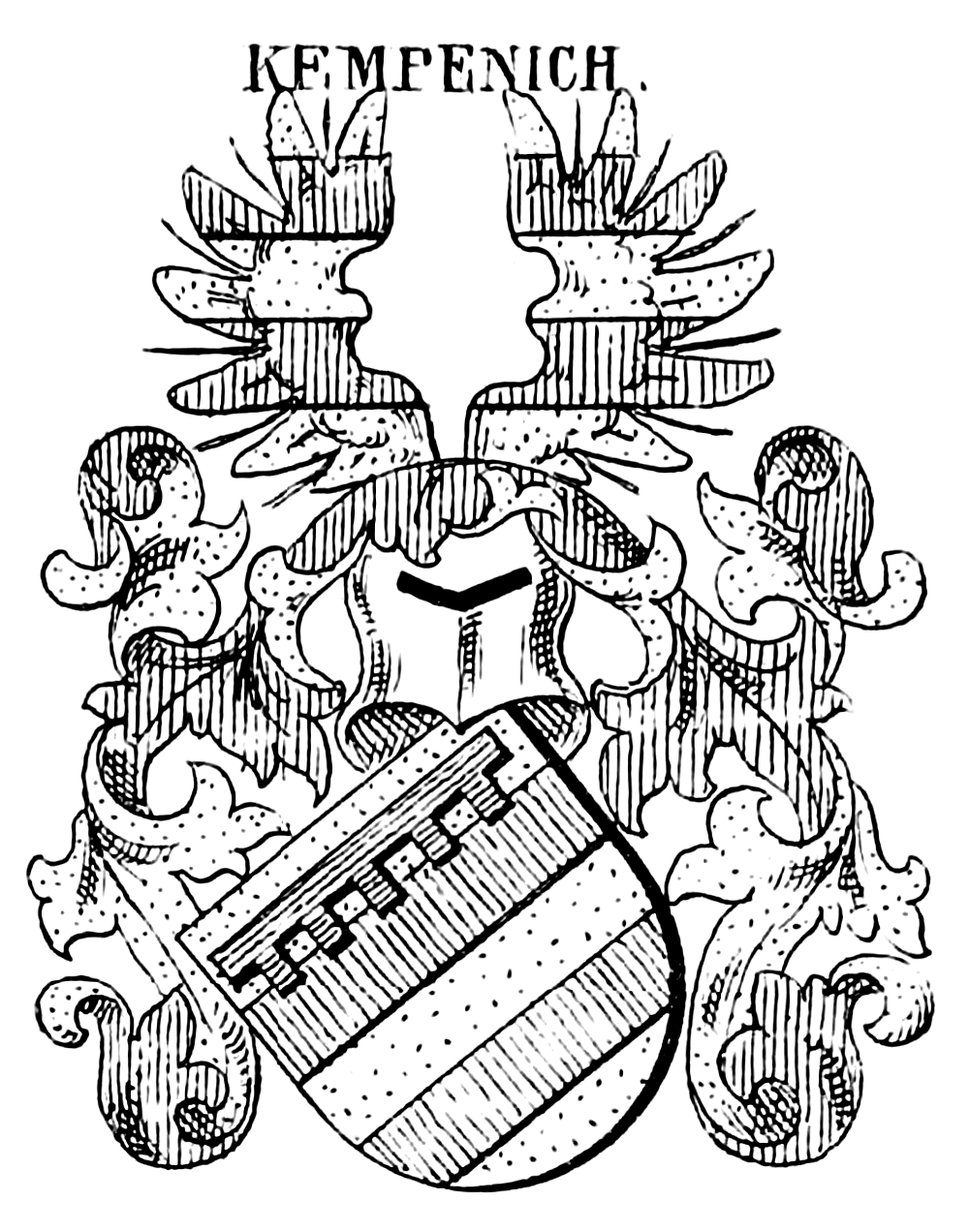
Wappen der Herren von Kempenich

Die Herren von Kempenich waren ein edelfreies Geschlecht mit Stammsitz auf der Burg Kempenich in der östlichen Hocheifel. Ihr Einflussgebiet erstreckte sich von Mainz bis zum Niederrhein.

## Geschichte
Ein Bruder des Grafen Metfried von Wied, Richwin von Kempenich, wurde 1093 in der Stiftungsurkunde des Klosters Laach erwähnt. Sein Neffe Arnold von Wied war Erzbischof von Köln und Reichskanzler König Konrads III. Mit seiner Urenkelin Hedwig I. starb die erste Familie der edlen Herren von Kempenich (Wied-Kempenich) aus. Sie heiratete um 1197 Rembold IV. von Isenburg. Diese neue Kempenicher Linie (Isenburg-Kempenich) erlosch 1424 mit dem Tode Johanns II. Dessen Tochter Hedwig II. heiratete Peter von Schöneck. Peter von Schöneck musste 1424 Burg und Herrschaft Kempenich als heimgefallenes Mannlehen an das Erzstift Trier überlassen.
Um 1240 prägte Rosemann von Kempenich, ein Schwiegersohn des Edelfreien Gerlach II. von Büdingen, in Ortenberg (Wetterau) Münzen; einen „Hälbling des schweren Fußes“ mit seinem Namen und einer fünfblättrigen Rose.
Gerhard I. trug 1277 sein reichsunmittelbares Allod Kempenich dem Erzstift Trier zum Lehen auf. Dies wurde im Jahre 1345 zwischen Simon III. und dem Trierer Erzbischof Balduin von Luxemburg noch einmal bestätigt.
In den Jahren 1330 und 1331 fand eine Fehde zwischen Simon und seinem Bruder Dietrich von Kempenich und dem Vetter der beiden, Gerhard von Kempenich um Burg und Herrschaft Kempenich statt (sogenannte "Kempenicher Fehde"). Beide sammelten Bündnisgenossen um sich. Simons Bündnis nannte sich "die mit den weißen Ärmeln", Gerhards Bündnis nannte sich "die mit den roten Ärmeln". Auf Gerhards Seite stand der Trier Erzbischof Balduin von Trier, sowie u. a. Gerhard von Landskron, Burggraf Johann von Rheineck, Dietrich von Schönberg und Georg von Eich. Zu Simons Bündnisgenossen gehörte u. a. Johann von Eltz. Gerhard konnte die Auseinandersetzung für sich entscheiden, starb jedoch kinderlos. So kam es, dass schließlich doch Simon in den Besitz der Burg und Herrschaft gelangte und die Linie fortsetzte.
Die Herren von Kempenich waren mit folgenden Adelsfamilien verwandt bzw. verschwägert: Bedburg, Blankenheim, Büdingen, Bürresheim, Dehrn, Dorndorf, Eschweiler, Hattstein, Hüchelhoven, Isenburg, Merenberg, Myllendonk, Müllenark, Neuenahr, Pyrmont, Reifenberg, Reifferscheidt, Rolmann von Sinzig, Rosenau, Sayn, Schonenberg, Schöneck, Solms, Spanheim/Sponheim, Virneburg, Boos von Waldeck, Wied